# كرايغ كليمونز
كرايغ كليمونز (بالإنجليزية: Craig Clemons)‏ هو لاعب كرة قدم أمريكية أمريكي، ولد في 1 يونيو 1949 في سيدني في الولايات المتحدة.

## وصلات خارجية
- كرايغ كليمونز على موقع مرجع كرة القدم المحترفة.كوم (الإنجليزية)